# Записки социал-демократа
«Запи́ски социа́л-демокра́та» (полное название — «Записки социал-демократа, издаваемые А. Н. Потресовым», фр. Annales Socialdemocratiques: Revue mensuelle) — политический журнал на русском языке, издававшийся в 1931—1934 годах в Париже под редакцией видного деятеля российского социал-демократического движения Александра Потресова.

## Характеристики журнала
Издание журнала финансировали американские друзья и единомышленники Потресова: Сергей Ингерман, Я. Джеймс (Луполов) и другие. Всего было выпущено 23 номера (1931, февраль — 1934, <апрель>): №№ 1—9 в 1931, №№ 10—17 в 1932, №№ 18—21 в 1933 и №№ 22—23 в 1934.
Журнал представлял собой издание небольшого формата и аналогичного объёма (34 страницы), в каждом выпуске публиковалось не более 4—5 статей. В передовой статье «Наши задачи», обнародованной в первом номере «Записок социал-демократа» (её автором, по-видимому, является сам Потресов), отдельно подчёркивалось, что в журнале — при «скромных силах и средствах» — не будет постоянных разделов и многочисленного состава сотрудников.
Постоянными авторами материалов издания были Потресов (в том числе под криптонимом А. П.) и бывший редактор журнала «Заря» (1922—1925) Ст. Иванович (настоящие имя и фамилия Семён Португейс; в том числе под псевдонимом В. И. Талин, а также криптонимами С. И. и Ст. Ив.). Помимо них, для «Записок социал-демократа» также писали Отто Бауэр, Григорий Биншток (под псевдонимом Г. Осипов и криптонимом Г. О.), Николай Валентинов (под псевдонимом Е. Юрьевский), Александр Рапопорт (под псевдонимом Л. Витин) и некоторые другие деятели.

## История

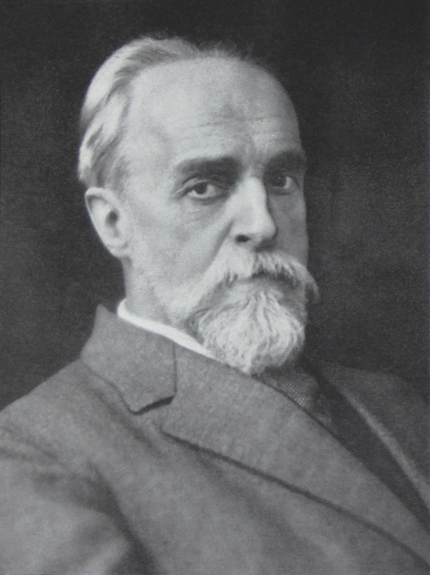
Александр Потресов, инициатор создания и главный редактор журнала

Потресов приступил к изданию печатного органа, отражающего его мировоззрение, в 1931 году, несколько оправившись от тяжёлой болезни и считая безнадёжной любую попытку договориться или сблизиться с редакцией журнала Заграничной делегации Российской социал-демократической рабочей партии (ЗД РСДРП) «Социалистический вестник». В передовой статье «Записок социал-демократа» целью издания было провозглашено стремление стать «отголоском» социал-демократической мысли, придерживающейся принципов демократического социализма. Автор передовой статьи также настаивал на необходимости объединения всех сил социал-демократии под лозунгом повсеместной борьбы с диктатурой.
На страницах «Записок социал-демократа» публиковались статьи о политическом и социально-экономическом положении в Советском Союзе, а также мировом социалистическом движении. Особенное внимание (практически в каждом номере) уделялось критике в адрес Заграничной делегации РСДРП. Наиболее полно позиция Потресова по этому поводу была выражена в одной из последних его статей под названием «Наклонная плоскость», опубликованной в № 22 журнала за 1934 год и посвящённой парижской сессии ЗД РСДРП, а также разногласиям внутри этого объединения. Согласно Потресову, в условиях большевистского террора и Заграничная делегация, и сама партия давно уже стали фикцией. Несмотря на это, российская социал-демократическая эмиграция могла бы приобрести немаловажное значение в качестве лаборатории для выработки идей, необходимых для осознания происходящих в России процессов. Этому аспекту автор придавал особенное значение, так как в самой большевистской России никакая свободная мысль не могла пробить себе дорогу. В итоге Потресов с сожалением констатировал, что поразившее меньшевизм «раздвоение сознания» не позволяет Заграничной делегации восстановить престиж социал-демократии, как и престиж социализма вообще.